# Varaždinska županija (1850. – 1924.)
 Ovo je članak o povijesnoj Varaždinskoj županiji iz vremena Trojedne Kraljevine Hrvatske, Slavonije i Dalmacije. Za njezinu prethodnicu vidi: Varaždinska županija (1181. – 1850.). Za suvremenu županiju vidi: Varaždinska županija.
Varaždinska županija (mađ. Varasd vármegye; lat. Comitatus Varasdinensis) ime je povijesne županije u Kraljevini Hrvatskoj i Slavoniji unutar Zemalja Krune sv. Stjepana u doba Austro-Ugarske Monarhije. Glavni grad županije bio je Varaždin.

## Zemljopis
Varaždinska županija graničila je s tadašnjom austrijskom zemljom Štajerskom, ugarskom županijom Zala kojoj je pripadalo i Međimurje, te županijama Zagrebačkom i Bjelovarsko-križevačkom županijom koje su pripadale Hrvatsko-slavonskom kraljevstvu. Sjevernu granicu županije činila je rijeka Drava, a čitava je županija obuhvaćala površinu od 2521 km2.

## Povijest
Poslovanje županija nakon 1850. predstavlja prekid ranije autonomije i staleškog ustroja s velikim i malim skupštinama. U razdoblju od 1851. do 1860. županije su bile posrednici između viših vlasti (Banska vlada, Namjesništvo) i kotareva, koje su imale zadaću nadgledati. Skupštine su bile raspuštene. 
Obnova županijskog sustava 1861. temeljena je na Naputku za privremeno uređenje županija (i drugih oblasti), čime su obnovljena njihova samoupravna prava. Od te godine županije su podijeljene na okružja (distrikte), a ovi na kotareve. Pored upravne djelatnosti županija je imala i sudbenu nadležnost. Od 1870. skupština je birala županijski “upravljajući” odbor, koji je upravljao županijom između dvaju skupštinskih zasjedanja. 
Od 1870. do 1874. godine oba tijela su imala pravo zaključivanja, u okviru ograničenog djelokruga. Izvršni organ za obavljanje poslova bio je županijski magistrat. Od 1875. do 1886. županija upravni značaj županija je smanjen, jer su upravne poslove obavljale podžupanije, izravno podređene Zemaljskoj vladi. Ovlasti skupštine također su minorne: imala je zadaću rješavati sporove između više općina ili podžupanija. 
Od 1887. do 1924. obnovljena je županijska samouprava. Između skupštinskih zasjedanja odluke skupštine trebao je provoditi upravni odbor. Tekuće upravne poslove provodila je županijska oblast (zakonska odredba od 5. veljače 1886. „Ob ustroju županija i uređenju uprave u županijah i kotarih“), na čelu koje je bio podžupan. Nakon što je Hrvatski sabor godine 1918. raskinuo sve državno-pravne veze s Austrijom i Ugarskom, i ova županija dijeli sudbinu Hrvatske. Županijska uprava prestala je formalno Uredbom o podjeli zemlje na oblasti (SN br. 92 od 28. travnja 1922.) koja je provedena 1924. godine. Sljednik županije bila je Zagrebačka oblast.

## Uprava
Djelatnost je u razdoblju od 1850. do 1924. godine bila podložna brojnim promjenama, kako se mijenjao zakonski položaj županija. Od 1850. do 1861. županija je posredovala između kotareva i viših vlasti (Banska vlada, Namjesništvo). Samouprava je obnovljena 1861. godine, kad je županija dobila i sudbene ovlasti. Od 1870. županijska skupština birala je županijski “upravljajući” odbor, koji je upravljao županijom između dvaju skupštinskih zasjedanja. Od 1870. do 1874. godine oba tijela su imala pravo zaključivanja, ali u okviru ograničenog djelokruga (nadzor nad kotarevima i općinama, posredovanje između općina ili kotareva, koji su imali značajnij ovlasti, i Zemaljske vlade, upravljanje imovinom, dodijeljenim joj zakladama, gradnja crkava, škola, javnih zgrada i sl.). Izvršni organ za obavljanje ovih poslova bio je županijski magistrat. 
Stvarna nadležnost županije bila je u razdoblju od 1887. do 1924. godine podijeljena između županijske oblasti, velikog župana, županijske skupštine i upravnog odbora. Županijska oblast bila je zadužena za poslove javne uprave županije ako nisu pripadali Vladi, županijskoj skupštini, upravnom odboru ili kotarskim oblastima. Na čelu županijske oblasti nalazio se podžupan, imenovan od bana na prijedlog velikog župana kojemu je podređen. Najvažniji poslovi odnosili su se na održavanje javnog mira i poretka u skladu sa zakonima, rješavanje sporova kotareva i općina u drugoj molbi te u pitanjima gradnji, sabiranju milodara, eksproprijaciji, ženidbenim dozvolama i izdavanju putovnica, dozvola za plovidbu rijekama.
Veliki župan bio je predstavnik izvršne vlasti i vladin povjerenik imenovan od kralja na prijedlog bana. Imao je nadzornu ulogu nad samoupravom, političkom i kotarskom upravom. Održavao je županijske skupštine, imao nadzor nad činovnicima i upraviteljima. Djelokrug skupštine: donošenje statuta, rasprava o predmetima od javnog interesa te obraćanje Saboru peticijama, rješavanje teritorijalnih sporova općina i sporova niže uprave, uprava županijskom imovinom, izbor verifikacijskog i upravnog odbora, nadzor nad općinskom, kotarskom i županijskom upravom. Od 1902. rješavala je i pitanja vezana uz komasacije. Djelokrug Upravnog odbora bio je od 1870. do 1886. oskudan, zbog položaja koji su tom razdoblju imali niži organi vlasti (od 1870. do 1874. kotarevi i općine, od 1875. do 1886. podžupanije). Od 1886. u djelokrug su mu pripadali poslovi autonomne javne uprave, porezni i disciplinski poslovi. Podređeni su mu bili upravni i općinski organi.

## Stanovništvo
Prema popisu iz 1910. Varaždinska je županija imala 307.010 stanovnika, koji su govorili sljedeće jezike:
- Hrvatski jezik: 300.033
- Srpski jezik: 2384
- Njemački jezik: 1172
- Mađarski jezik: 1095

## Upravna podjela

### Kotarevi
Prema upravnoj organizaciji Hrvatske i Slavonije od 16. lipnja 1850., teritorij krunovine podijeljen je na šest županija, među ostalim i na Varaždinsku. Županija se dijelila na okružja, a okružja na kotare (Varaždin, Klanjec, Krapina i Čakovec). Čakovec i Međimurje su bili uključeni od 1848., kao poseban kotar. Prema ustroju iz 1854. Varaždinska županija je imala 13 vanjskih (križevački, koprivnički, ludbreški, toplički, varaždinski, ivanečki, krapinski, zlatarski, pregradski, klanječki, čakovečki, preloški i štrogivski) i 3 gradska kotara (Križevci, Koprivnica, Varaždin).

### Okružja
Obnovom županijskog sustava 1861. županije su podijeljene na okružja (distrikte), a ovi na kotareve, koje je utvrdila sama županija. Broj kotareva Varaždinske županije se promijenio, kao i ukupna teritorijalna nadležnost jer je Županija umanjena za Međimurje, tj. kotareve Čakovec, Prelog i Štrigova. 

### Podžupanije
Od 1875. do 1886. Varaždinska županija se sastojala od 3 podžupanije: varaždinske, zlatarske i krapinsko-topličke. Područje Križevaca i Koprivnice priključeno je Bjelovarsko-križevačkoj županiji. Od 1851. do 1861. godine, u vrijeme kad nije bilo samouprave, poslovima su rukovodili veliki župan i upravni odbor. Naputkom iz 1861. godine, ustroj županije činili su veliki župan, dva podžupana i skupština. Od 1870. do 1874. skupština je birala upravljujući odbor (kasnije upravni odbor). Izvršni organ za obavljanje ovih poslova bio je u razdoblju od 1870. do 1874. županijski magistrat, kojega su u pravilu, činili podžupan, 1 – 2 podbilježnika, blagajnik, računovođa, 1 ili više liječnika (fizici), 1 ili više mjernika, arhivar, te po jedan sudac za svaki kotar. 

### Predstojništvo
Od 1887. do 1924. županijski administrativni ustroj činili su županijska oblast, veliki župan, županijska skupština i upravni odbor. Župan je bio na čelu skupštine i upravnog odbora, a podžupan na čelu županijske oblasti. Vremenom je podžupan dobio i vlastiti ured tzv. predstojništvo. Županijska skupština dobivala je članstvo izborom ili putem imenika oporezovanih građana (o kojima je odlučivao verifikacijski odbor). Članovi su birani svake 3 godine na 6 godina. Članovi Upravnog odbora mogli su biti birani od skupštine i po funkciji (rema tome kako je to uređeno zakonom od 5. veljače 1886. i preinakom 28. prosinca 1886.).

## Za daljnje čitanje
- Varaždinska županija na Portalu znanstvenih časopisa Republike Hrvatske  Arhivirana inačica izvorne stranice od 22. ožujka 2021. (Wayback Machine)